# Прокунин, Михаил Павлович
Михаил Павлович Прокунин (10 [22] августа 1860, Сосновка, Тамбовская губерния — 18 августа 1921, Москва) — русский химик-технолог. Брат композитора В. П. Прокунина.

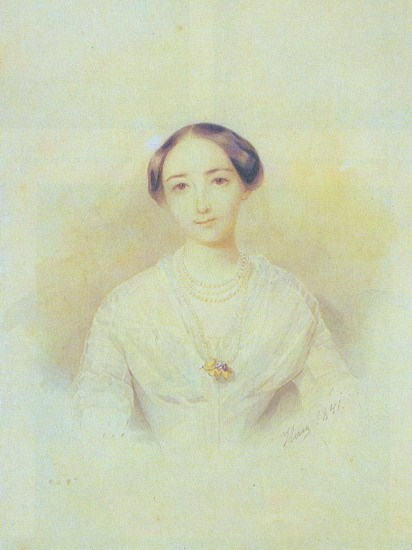
Мать В. П. Прокунина, Юлия Павловна. 1849 г.

## Биография
Родился 10 (22) августа 1860 года в Сосновке (Моршанский уезд, Тамбовская губерния) в семье владельца квасцово-купоросного завода предприятия, почётного гражданина, Павла Демидовича Прокунина; мать Юлия Павловна (1827—1879) была дочерью князя Павла Сергеевича (1788—1838) и Теофилы Петровны (1792—1882) Голицыных, внучкой С. Ф. Голицына.
После окончания в 1884 году инженерно-технологического отделения Московского технического училища со званием инженера-технолога работал на химическом заводе Понизовкина по производству серной кислоты и свинцовых белил (в Ярославской губернии). В 1886 году изучал в Германии химические производства в Колине и Ауссиге.
В 1889 году построил в Ярославле химический завод. В 1890 году стал директором химического завода в Ярославской губернии, на котором производились свинцовые белила.
С 1895 года преподавал в качестве профессора на кафедре технологии минеральных веществ Московского технического училища. Начиная с 1895 года им было спроектировано и построено более 10 химических и крахмало-паточных заводов.
С октября 1906 года преподавал курс «Химические производства» и руководил практическими работами в Московском промышленном училище.
В 1918—1921 годах разработал и испытал в лабораторных условиях новый тип высокопроизводительной барботажной колонны для получения серной кислоты.
Умер 18 августа 1921 года от грудной жабы. Похоронен на Новодевичьем кладбище (уч. 3).